# Всемирная боксёрская организация
Всемирная боксёрская организация (ВБО) (англ. World Boxing Organization WBO) — одна из четырёх важнейших организаций профессионального бокса. Главный офис находится в Сан-Хуане (Пуэрто-Рико).

## История
Всемирная боксёрская организация была создана в конце 1988 году бизнесменами из Пуэрто-Рико и Доминиканской Республики. В 1990-х годах завоевала авторитет в Европе. Тем не менее в США до середины 2000-х годов считалась второстепенной организацией.
В 2004 году WBO получила признание Всемирной боксёрской ассоциации (WBA), в 2006 — Всемирного боксёрского совета (WBC) и в 2007 — международной боксёрской федерации IBF.
Большой популярности WBO способствовали Насим Хамед, Владимир Кличко, Мэнни Пакьяо, Хуан Мануэль Маркес, Оскар Де Ла Хойя и Нонито Донэр.
С 2007 года пояс WBO считается обязательным для статуса абсолютного чемпиона мира, наряду с WBA, WBC и IBF.
WBO, так же как и WBA, практикует награждение помимо обычного чемпиона, статусом суперчемпиона, но не распыляет количество чемпионов, как это делает WBA, а просто назначает максимально достойных и длительных чемпионов особым статусом.
Такими статусами обладают:
- тяжёлый вес — Тайсон Фьюри (суперчемпион)
- первый тяжёлый вес — Александр Усик (новый чемпион)
- первый полусредний вес — Хуан Мануэль Маркес (чемпион десятилетия)
- второй наилегчайший вес — Омар Андрес Нарваэс (суперчемпион)
- полусредний вес — Мэнни Пакьяо (официально лучший боксёр десятилетия) за период 2000—2010

18 февраля 2004 года состоялся первый объединительный поединок, в котором победитель собрал все четыре пояса, и стал абсолютным чемпионом мира, хотя к тому моменту статус WBO ещё не имел такого авторитета. Объединительный бой прошел между чемпионом WBA, WBC, IBF The Ring, Бернардом Хопкинсом, и чемпионом WBO, Оскаром Де Ла Хойей. Этот поединок стал одним из первых после которого Победителя не лишила ни одна организация своего титула, за то что он владел параллельно поясом WBO.
Также авторитет WBO прибавил объединительный поединок между чемпионом IBF Владимиром Кличко и чемпионом WBO Султаном Ибрагимовым.
В 2012 году в поединке, который получил награды «Бой года» и «Нокаут года» по версии журнала The Ring, разыгрывался особый пояс «чемпиона десятилетия», который завоевал Хуан Мануэль Маркес, нокаутировав Мэнни Пакьяо.

## Чемпионы мира

### Действующие чемпионы мира
| Весовая категория       | Чемпион            | Дата завоевания |
| ----------------------- | ------------------ | --------------- |
| Тяжёлый вес             | Александр Усик     | 19 июля 2025    |
| Первый тяжёлый вес      | Хильберто Рамирес  | 16 ноября 2024  |
| Полутяжёлый вес         | Дмитрий Бивол      | 22 февраль 2025 |
| Второй средний вес      | Сауль Альварес     | 8 мая 2021      |
| Средний вес             | Жанибек Алимханулы | 26 августа 2022 |
| Первый средний вес      | Ксандер Зайас      | 26 июля 2025    |
| Полусредний вес         | Брайан Норман-мл.  | 12 августа 2024 |
| Первый полусредний вес  | Теофимо Лопес      | 10 июня 2023    |
| Лёгкий вес              | Кишон Дэвис        | 14 февраля 2025 |
| Второй полулёгкий вес   | Эмануэль Наваррете | 3 февраля 2023  |
| Полулёгкий вес          | Рафаэль Эспиноса   | 25 июля 2023    |
| Второй легчайший вес    | Наоя Иноуэ         | 26 декабря 2023 |
| Легчайший вес           | Ёсики Такеи        | 6 мая 2024      |
| Второй наилегчайший вес | Фумелеле Кафу      | 14 октября 2024 |
| Наилегчайший вес        | Энтони Оласкуага   | 20 июля 2024    |
| Первый наилегчайший вес | Рене Сантьяго      | 13 марта 2025   |
| Минимальный вес         | Оскар Колласо      | 27 мая 2023     |

### Рекордсмены по защите титула
1) Рекорд по самой продолжительной защите титула в минимальном весе принадлежит Ивану Кальдерону (35-3-1) из Пуэрто-Рико, защищал свой титул с 2003 по 2007 года, провёл 11 защит титула.
2) Рекорд по самой продолжительной защите титула в первом наилегчайшем весе принадлежит Донни Ниетесу (42-1-5) из Филиппин, защищал свой титул с 2011 по 2016 года, провёл 9 защит титула.
3) Рекорд по самой продолжительной защите титула в наилегчайшем весе принадлежит Омар-Андрес Нарваезу (49-4-2) из Аргентины, защищал свой титул с 2002 по 2009 года, провёл 16 защит титула.
4) Рекорд по самой продолжительной защите титула во втором наилегчайшем весе принадлежит Джонни Тапиа (59-5-2) из США, защищал свой титул с 1995 по 1998 года, провёл 13 защит титула.
5) Рекорд по самой продолжительной защите титула в легчайшем весе принадлежит трём боксёрам: 1) Хорхе Эльесер Хулио (44-5-0) из Колумбии, защищал свой титул с 1998 по 1999 года, провёл три защиты титула. 2) Томоки Камеда (36-3-0) из Японии, защищал свой титул с 2013 по 2014 года, провёл три защиты. 3) Золани Тете (28-4-0) из ЮАР, защищал свой титул с 2017 по 2018 года, провёл три защиты.
6) Рекорд по самой продолжительной защите титула во втором легчайшем весе принадлежит Марко Антонио Баррере (67-7-0) из Мексики, защищал свой титул с 1995 по 1996 года, провёл 8 защит титула.
7) Рекорд по самой продолжительной защите титула в полулёгком весе принадлежит Насиму Хамеду (36-1-0) из Великобритании, защищал свой титул с 1996 по 2000 года, провёл 15 защит титула.
8) Рекорд по самой продолжительной защите титула во втором полулёгком весе принадлежит Аселину Фрейтасу (41-2-0) из Бразилии, защищал свой титул с 1999 по 2003 года, провёл 10 защит титула.
9) Рекорд по самой продолжительной защите титула в лёгком весе принадлежит Артуру Григоряну (38-1-0) из Узбекистана, защищал свой титул с 1996 по 2003 года, провёл 17 защит титула.
10) Рекорд по самой продолжительной защите титула в первом полусреднем весе принадлежит двум боксёрам: 1) Мигель Котто (41-6-0) из Пуэрто-Рико, защищал свой титул с 2004 по 2006 года, провёл 6 защит титула. 2) Теренс Кроуфорд (37-0-0) из США, защищал свой титул с 2015 по 2017 года, провёл 6 защит титула.
11) Рекорд по самой продолжительной защите титула в полусреднем весе принадлежит Антонио Маргарито (41-8-0) из Мексики, защищал свой титул с 2002 по 2006 года, провёл 7 защит титула.
12) Рекорд по самой продолжительной защите титула в первом среднем весе принадлежит Сергею Дзинзируку (37-2-1) из Украины, защищал свой титул с 2006 по 2010 года, провёл 6 защит титула.
13) Рекорд по самой продолжительной защите титула в среднем весе принадлежит Лонни Брэдли (29-1-1) из США, защищал свой титул с 1995 по 1997 года, провёл 6 защит титула.
14) Рекорд по самой продолжительной защите титула во втором среднем весе принадлежит Джо Кальзаге (46-0-0) из Великобритании, защищал свой титул с 1998 по 2007 года, провёл 21 защиту титула.
15) Рекорд по самой продолжительной защите титула в полутяжелом весе принадлежит Дариушу Михальчевскому (48-2-0) из Польши, защищал свой титул с 1995 по 2003 года, провёл 23 защиты, и также это рекорд организации.
16) Рекорд по самой продолжительной защите титула в первом тяжелом весе принадлежит двум боксёрам: 1) Джонни Нельсону (45-12-2) из Великобритании, защищал свой титул с 1999 года по 2005 года, провёл 13 защит титула. 2) Марко Хуку (42-5-1) из Сербии, защищал свой титул с 2009 по 2014 года, провёл 13 защит титула.
17) Рекорд по самой продолжительной защите титула в тяжёлом весе принадлежит Владимиру Кличко (64-5-0) из Украины, защищал свой титул с 2008 по 2015 года, провёл 14 защит титула.

## Рейтинг WBO
Рейтинг Всемирной боксёрской организации включает в себя сильнейших боксёров мира в семнадцати весовых категориях. Обновления публикуются ежемесячно на официальном сайте организации.